# Santa-Lucia-di-Moriani
Santa-Lucia-di-Moriani (kors. Santa Lucia di Moriani) – miejscowość i gmina we Francji, w regionie Korsyka, w departamencie Górna Korsyka.
Według danych na rok 1990 gminę zamieszkiwały 772 osoby, a gęstość zaludnienia wynosiła 124 osoby/km².